# East Greenwich
East Greenwich is de hoofdplaats van Kent County, Rhode Island, Verenigde Staten. East Greenwich is vernoemd naar Greenwich in Engeland en staat bekend als de rijkste gemeente in Rhode Island. Volgens de census van 2000, heeft de plaats 12.948 inwoners en 4.960 huishoudens. Tot 1854 was East Greenwich een van de vijf hoofdsteden van Rhode Island. Wanneer de vergadering van de staat in East Greenwich bijeenkwam, gebruikten ze het lokale county courthouse, tegenwoordig het gemeentehuis. Het pand is opgenomen in het National Register of Historic Places.
De town staat bekend als de geboorteplaats van de United States Navy.

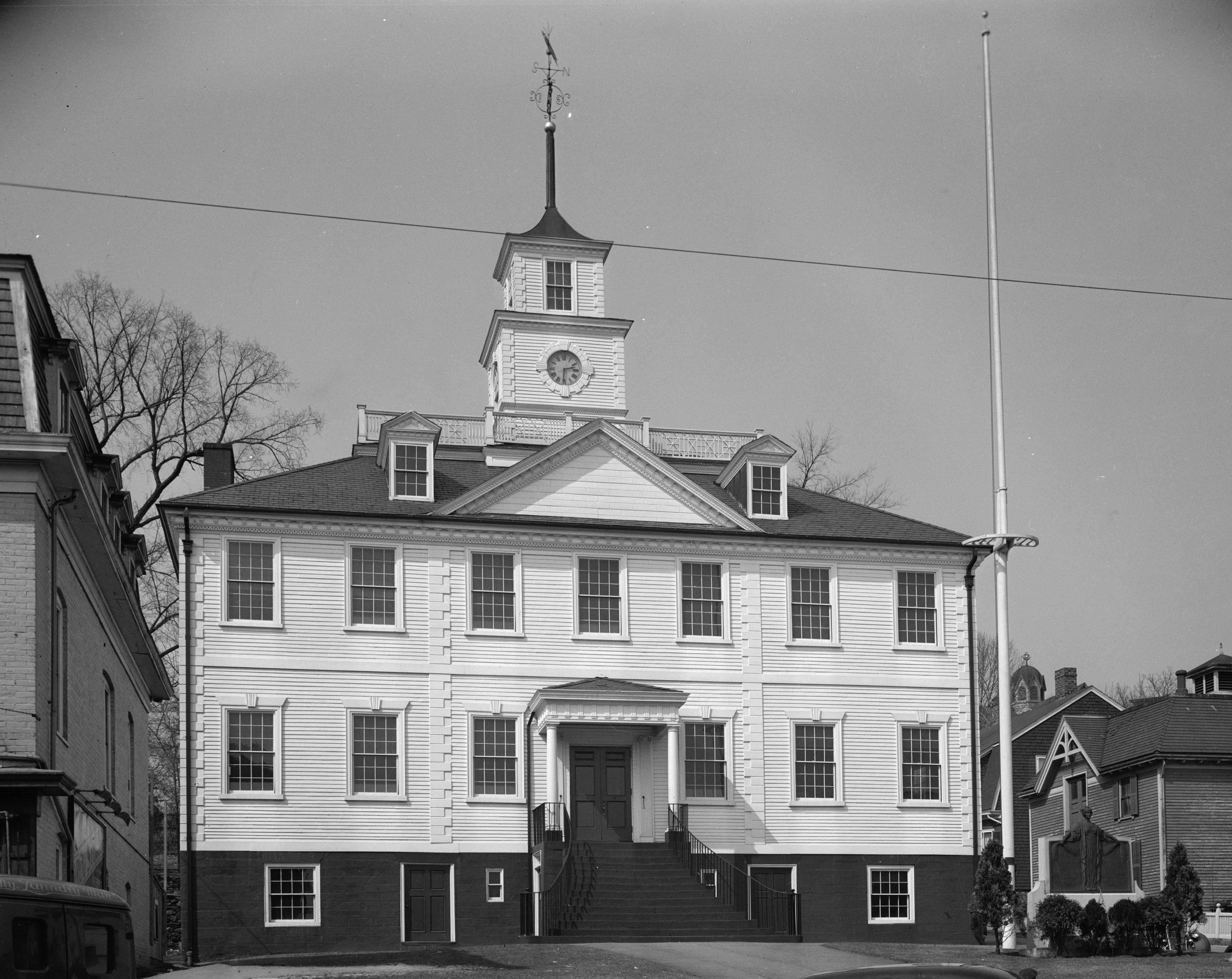
Kent County Courthouse

## Geboren
- Donald Carcieri (1942), gouverneur van Rhode Island (2003-2011)